# Wereldkampioenschappen kanosprint 1970
De Wereldkampioenschappen kanosprint 1970 waren kampioenschappen voor kanoërs en kajakkers. De achtste editie van de wereldkampioenschappen vond plaats in het Deense Kopenhagen.

## Resultaten

### Kanovaren
Heren
| Onderdeel       | Goud                             | Zilver                           | Brons                        |
| --------------- | -------------------------------- | -------------------------------- | ---------------------------- |
| C1 1000 meter   | Tibor Tatai                      | Jerzy Opara                      | Jiří Čtvrtečka               |
| C1 10.000 meter | Tamás Wichmann                   | Afansie Butelchin                | Nikolay Fedulov              |
|                 |                                  |                                  |                              |
| C2 1000 meter   | Ivan Patzaichin Serghei Covaliov | Tamás Wichmann Gyula Petrikovics | Boris Lubenov Sachko Iliev   |
| C2 10.000 meter | Petre Maxim Gheorghe Simionov    | Valeriy Drybas Vasiliy Kalyagin  | Bernt Lindelöf Erik Zeidlitz |

### Kajakken
Heren
| Onderdeel       | Goud                                                                | Zilver                                                       | Brons                                                 |
| --------------- | ------------------------------------------------------------------- | ------------------------------------------------------------ | ----------------------------------------------------- |
| K1 500 meter    | Anatoly Tishchenko                                                  | Grzegorz Śledziewski                                         | Jean-Pierre Burny                                     |
| K1 1000 meter   | Aleksandr Sjaparenko                                                | Lars Andersson                                               | Grzegorz Śledziewski                                  |
| K1 10.000 meter | Viktor Tsaryov                                                      | Erik Hansen                                                  | Péter Völgyi                                          |
| K1 4x500 meter  | Anatoly Tishchenko Nikolay Gogol Anatoliy Kobrisev Anatoliy Sedasov | Eugen Botez Mihai Zafiu Ion Jacob Aurel Vernescu             | Géza Csapó István Csizmadia Mihály Hesz József Svidró |
|                 |                                                                     |                                                              |                                                       |
| K2 500 meter    | Lars Andersson Rolf Peterson                                        | Aurel Vernescu Atanase Sciotnic                              | Gerhard Seibold Günther Pfaff                         |
| K2 1000 meter   | Gerhard Seibold Günther Pfaff                                       | Lars Andersson Rolf Peterson                                 | Klaus-Peter Ebeling Joachim Mattern                   |
| K2 10.000 meter | Konstantin Kostenko Vyacheslav Kononov                              | Imre Szöllősi Vilmos Nagy                                    | Costel Coșniță Vasilie Simiocenco                     |
|                 |                                                                     |                                                              |                                                       |
| K4 1000 meter   | Joeri Filatov Valeri Didenko Joeri Stetsenko Vladimir Morozov       | Klaus-Peter Ebeling Joachim Mattern Uwe Will Eduard Augustin | István Szabó Péter Várhelyi Csaba Giczy István Timár  |
| K4 10.000 meter | Egil Søby Steinar Amundsen Tore Berger Jan Johansen                 | Horst Mattern Rainer Hennes Jochen Schneider Erich Kemnitz   | Kurt Lycjner Willy Tesch Åke Sandin Hans Nilsson      |

Dames
| Onderdeel    | Goud                                                              | Zilver                                                      | Brons                                                          |
| ------------ | ----------------------------------------------------------------- | ----------------------------------------------------------- | -------------------------------------------------------------- |
| K1 500 meter | Ljoedmila Pinajeva                                                | Mieke Jaapies                                               | Petra Setzkorn                                                 |
| K2 500 meter | Roswitha Esser Renate Breuer                                      | Lyudmila Bezrukova Tamara Zhimanskaya                       | Petra Setzkorn Petra Grabowski                                 |
| K4 500 meter | Lyudmila Bezrukova Tamara Zhimanskaya Natalya Boyko Nineli Vakula | Petra Setzkorn Petra Grabowski Ingeborg Loesch Anita Nüßner | Roswitha Esser Irene Pepinghege Roswitha Spohr Monika Bergmann |

1938 ·
1948 ·
1950 ·
1954 ·
1958 ·
1963 ·
1966 ·
1970 ·
1971 ·
1973 ·
1974 ·
1975 ·
1977 ·
1978 ·
1979 ·
1981 ·
1982 ·
1983 ·
1985 ·
1986 ·
1987 ·
1989 ·
1990 ·
1991 ·
1993 ·
1994 ·
1995 ·
1997 ·
1998 ·
1999 ·
2001 ·
2002 ·
2003 ·
2005 ·
2006 ·
2007 ·
2009 ·
2010 ·
2011 ·
2013 ·
2014 ·
2015 ·
2017 ·
2018 ·
2019 ·
2021 ·
2022 ·
2023